# Tvrđava Vukovac u Slavonskom Brodu
Tvrđava Vukovac je stara srednjovjekovna utvrda na utoku Mrsunje u Savu. Utvrda više ne postoji, a starija je od Tvrđave Brod. Imala je važnu ulogu u povijesti Broda i brodskog Posavlja. Ona je materijalno svjedočanstvo stoljetne vojne tradicije i različitih društveno-političkih previranja u ovome dijelu Slavonije.

## Povijest
Kronika franjevačkog samostana u Brodu ovu utvrdu naziva Vukovac, a o njoj je pisao u Uspomenama na stari Brod i Ignjat Alojzije Brlić. I on je navodi pod istim imenom, a za nju je zapisao da je ta tvrđica sagrađena od strane domaćih kraljevah, banovah i knezovah, na mjestu rimske Marsonije. Po Brliću, zidine su se vidjele još 1809. kod čardaka Mrsunje, a nakon što je te godine razorena, dijelovi su iskorišteni za gradnju ustave na rječici Mrsunji, a dijelom za gradnju savskog nasipa. Služila je kao stražarnica na savskom prijelazu kod starog grada, a nalazila se naspram otočića na Savi (gdje je danas most), zapadno od današnje Tvrđave Brod, na poluotočiću (koji se protezao u smjeru istok-zapad) u močvarnom meandru i ušću rječice Mrsunje u Savu. Imala je oblik četverokuta, flankirana na četiri kule od koje su tri bile od zemlje i drveta, a jedna je bila zidana (na planu inž. Kaysersfelda iz 1692.). Oko utvrde je bilo grabište s vodom.
Nakon osmanskog zauzimanja Bosne 1463., brodski plemić Benedikt Berislavić je dao srušiti tadašnju dotrajalu srednjovjekovnu utvrdu. Njegovi sinovi (nasljednici) podigli su 1475. novu u obliku četverokuta s polukruglim kulama na uglovima te grabištem u koje se upuštala voda iz rječica Mrsunje i Glogovice. Utvrda je bila duga 220 m i široka oko 75 m, a imala je smještajni kapacitet za 300 vojnika. Osmanlije su u tvrđavi smjestili zapovjednika - dizdara, manju posadu s njihovim obiteljima te drugo vojno osoblje. Oni su za ispašu stoke koristili livadu u središtu Broda, tzv. Despotov čair (čair - livada, poljana, travnjak). Evlija Čelebi je 1660. bio u Brodu i u svom putopisu zapisao da su u tvrđavi daskom pokrivene kuće, ambari, skladište municije i jedna Sulejman-hanova džamija, koja je ranije bila crkva. Tu je bio dizdar-gradski kapetan i 300 vojnika gradske posade. U naselju su živjeli spahije, zemljoposjednici, koji su preko svojih pouzdanika ubirali prihode od kmetova po okolnim selima.
Carska vojska je oslobodila Brod od osmanske vlasti  5. rujna  1688. i 1689. se spomjnju novoiskopani šanci, koji su trebali bolje štititi staru brodsku tvrđavu i pontonski most. U kolovozu 1689. brodski zapovjednik barun Gall je tražio pomoć vojske iz Požege. U proljeće 1690. Osmanlije su započele novi opći napad na Slavoniju. Tadašnji glavni vojni zapovjednik u Slavoniji, Guido Starhemberg, je u slučaju daljnjih osmanskih prodora naredio rušenje vitalnih objekata (kaštela, mostova, naselja). Brodski zapovjednik, satnik Königsegg, pripremio je miniranje brodskog kaštela. Napuštajući Brod potkaj rujna 1690. satnija je topove pobacala u Savu, kaštel i opkope razorila, a hranu i streljivo uništila.
Nakon konačnog oslobođenja Broda od osmanske vlasti, u noći 11. na 12. listopada 1691. vojvoda od Croya je s vojskom, tvrđavu Vukovac držao pod opsadom, a narodna vojska (racki hajduci) je bila zadužena za blokadu osmanskih plovila na Savi. Tvrđavu su zaposjeli Raci i 100 njemačkih vojnika. Osmanlije su u toj maglenoj noći, iza ponoći, panično napustili Vukovac i prešli u Bosnu, a vojvoda od Croya je u tvrđavi zatekao dva topa s dosta streljiva. Prije gradnje barokne Tvrđave Brod, Habsburgovci su pored zaštitnih bedema oko civilnog naselja, duže vrijeme nastavili održavati i obnavljali bedeme ove utvrde, a sve što je podsjećalo na staru vlast (džamija i groblje), njemaka vojska je uništila. Tvrđava je još nazivana i Berislavića kaštel, a po izgradnji nove tvrđave i Stari/Mali Šanac, Stara utvrda, Wasserburg i dr. Zatočenici na izdržavanju kazne u Vukovcu su, pored konja, nakon ukidanja mučenja kao kazne, teglili lađe na Savi (uzvodno), a to su po pogodbi radili i siromašniji ljudi. Uzduž cijele lijeve obale Save bila je uređena kopitnica, tj. obalni put za sprege koje su vukle lađe; nazivan je i nogostup dok su ga vukli samo ljudi. Nova vlast je tvrđavu Vukovac od Osmanlija preuzela u zapuštenom stanju. Od kraja 17. do trećeg desetljeća 18. stoljeća je korištena u obrambenoj funkciji, a po izgranji nove tvrđave ova je vojno napuštena i preuređena je u kontumac (karantenu). On je tu bio od 1743.-1783., kada su zgrade porušene, a nove sagrađene istočnije, prema Vijušu. Dok se tvrđava koristila, žitelji sela u okolici Broda su imali različite obveze oko održavanja tvrđave, uglavnom besplatan rad na utvrđivanju Vukovca i dovoženje drva za palisade. Glavni se ulaz s drvenim vratima nalazio u bedemu istočne kurtine. Put u utvdu je vodio iz Donje brodske varoši (danas prostor od Trga do samostana) preko dvaju pokretnih mostova. U dvorištu su bile četiri zgrade i bunar. Zbog poplave 1719. tvrđava se djelomično urušila. Taj prostor je prepušten stanovnicima kojima su srušene kuće zbog gradnje nove tvrđave. Iz stare utvrde je ka Gornjoj brodskoj varoši, preko Mrsunje, vodio drveni most. Zbog potrebe izgradnje kopitnice se moralo srušiti desetak kuća, pa je vojna vlast naredila preseljene cijelog naselja na novo mjesto, koje je danas Brodski Varoš, sjevero-zapadnije od starog mjesta, uz Savu i staru tvrđavu. W. Wagner je tvrdio da se 1947. s obližnjeg željezničkog nasipa tijekom višeg vodostaja Mrsunje i Save još uvijek moglo nazrijeti obrambene obrise stare brodske utvrde, ali je danas to daleko teže zbog novoizgrađenih objekata i privatnih kuća.